# 阮成容
亨利·阮成容（1894年—1959年），越南教育家，曾擔任阮文清、陳文友和阮文心三個政府的教育部長。

## 生平
阮成容1894年出生於沙瀝省新洞村（今屬同塔省）。根據1971年出版的《沙瀝古與今》一書，阮出生於沙瀝省新興（Tân Hưng）。
阮成容先進入西貢夏瑟卢-鲁巴中学學習，後赴法留學，在馬賽就讀於中學後後，於1923年在馬賽的科學學院獲得自然科學博士學位。
1926年，阮成容加入法國國籍。
回國後阮從1926年開始先後任教於師範學校、夏瑟卢-鲁巴中学和彼得呂斯·張永記中學（Lycée Pétrus Trương Vĩnh Ký）教授博物學。
1946年，阮成容出任阮文清領導的南圻自治共和國的教育部長。1949年擔任南越學政署主任。在該政府倒臺後，阮移居河內，擔任河內科學大學校長。1952年被任命爲教育和青年部長兼河內大學院副院長。
1955年後，阮回到西貢居住，並於1959年去世。

## 故居
阮成容故居是一座法國風格的別墅，位於今沙瀝市第四坊新興島（Cù lao Tân Hưng），由法國工程師設計，落成於1928年。